# Radmanci
Radmanci (cyr. Радманци) – wieś w Czarnogórze, w gminie Petnjica. W 2011 roku liczyła 477 mieszkańców.